# Alberto Saavedra (actor)
Luis Alberto Saavedra Ávila, más conocido como Alberto Saavedra, (Cali, 6 de septiembre de 1945) es un actor colombiano, y uno de los pioneros en la televisión colombiana.

## Carrera
Cuando hacía radionovelas en Caracol, a principios de la década del 70, Aldemar García, uno de los galanes de la época y que protagonizaba Una vida para amarte, con Alcira Rodríguez, lo relacionó con Jaime Botero. Este, desde un principio no sólo le brindó apoyo sino que comenzó a llamarlo "el comodín", porque podía transformarlo en anciano o en joven aprovechando su versatilidad teatral. Para ese entonces, la fiebre por la música había disminuido un tanto y la oportunidad de actuar en radionovelas le ofreció una oportunidad de subsistencia durante 10 años. Luego cuando surgió la televisión, Alberto no quiso desaprovechar el momento. «Tuve la suerte de trabajar al lado de los mejores directores. También lo hice con Álvaro Ruiz, quien entonces dirigía telenovelas y Caso juzgado.»
Entre los personajes que ha realizado y que más gratitud le han dejado están el maestro Darío Echandía, cuando participó en El Bogotazo y La vida de Alfonso López Pumarejo, ambas series dirigidas por Jorge Alí Triana. «Tuve miedo de interpretar a una personalidad tan sólida y respetable. Pero la satisfacción llegó cuando recibí un telegrama de una sobrina de ese gran político en la que me felicitaba y me confesaba que su tío gozaba con el personaje. Fue un alivio muy grande».
Clodoveo Sanz, en la segunda etapa de Yo y tú; Cándido Pedroza (Tatico), un malo simpático en Amándote; Sacrificio, bonachón e ingenuo en Te voy a enseñar a querer y el jorobado Orca en La hora del vampiro son algunos de los personajes que fluyen en su mente como los más destacados que ha realizado en sus 23 años como actor de televisión.

## Filmografía

### Televisión
- Una vida para amarte (1970-1971)
- El alférez real  (1974)
- Manuela (1975)
- La vorágine (1975)
- Las señoritas Gutiérrez (1976)
- La maraña  (1977)
- Manuelita Saenz  (1978)
- Teresa Valverde  (1979)
- Revivamos nuestra historia (1979-1984)
- La tregua (1980)
- El secreto (1982)
- Yo y tú (1982) — Clodoveo Sanz
- Flor de fango  (1983)
- Las voces del silencio (1983)
- El Faraón (1984) — Boanerges
- El Bogotazo (1984) — Darío Echandía
- Los cuervos (1984-1986)
- Don Chinche (1985) — Dr. Benigno Joya
- Amándote (1986) — Cándido Pedroza
- La hora del vampiro (1987) — Orca
- Chispasos  (1987) - Abigail
- Chispazos (1987-1992) — Varios personajes
- Vampiromanía (1988-1989) — Orca
- Te voy a enseñar a querer  (1990) — Don Sacrificio
- La rebelión de las ratas (1989)
- ¿Por qué mataron a Betty si era tan buena muchacha?  (1989) — Actuación especial
- Te voy a enseñar a querer (1990) — Sacrificios
- La vida secreta de Adriano Espeleta  (1991)
- En cuerpo ajeno (1992) — Evelio Ramirez
- Decisiones  (1992)
- Pasión de vivir  (1992)
- Bendita mentira  (1992)
- Vuelo secreto (1992-1999) — Pachito
- La maldición del paraíso  (1993)
- Crónicas de una generación trágica (1993)
- Soledad (1995)
- El hijo de Nadia  (1995)
- Hombres de honor (1996)
- Marcelina  (1997)
- La baby sister (2000) — Etiel Paipa
- Simplemente Stefan (2000)
- Pobre Pablo (2000)
- El auténtico Rodrigo Leal (2004)
- Pandillas,guerra y paz (2004)
- Francisco el matemático (2001-2004) — como Rafael de Caro
- El pasado no perdona (2005)
- La diva (2006) — Valentino
- Floricienta (2006) — Carlos Ortega
- ¿De qué tamaño es tu amor? (2006) — Máximo
- Zorro: La Espada y La Rosa (2007)
- Infieles anónimos (2008)
- Vecinos (2008) — Gervasio Rodríguez
- Verano en Venecia (2009) — Taita Quinche
- El man es Germán (2010) — Don Eugenio Gonzales
- Escobar, El Patrón del Mal (2012)
- Allá te espero (2013) — Don Picasso y Octavio Jaramillo
- La suegra (2014) — Chucho
- La esquina del diablo (2015)
- ¿Quién mató a Patricia Soler? (2015) — Doctor
- La viuda negra 2 (2016)
- Azúcar (2016) — Sacerdote
- El tesoro (2016) — Padre Javier
- Contra el tiempo (2016) — Don Fidel
- Mujeres al límite (2016)
- Infieles (2017)
- El general Naranjo (2019)
- Las muñecas de la mafia 2 (2019) — Aurelio Luna
- Bolívar (2019) — Padre Junco
- El man Es Germán (2019) — Don Eugenio González
- Los Briceño (2019)
- Enfermeras (2020) — Señor Cavidez
- Lala's Spa (2021) — Dr Alberto Buitrago
- El Cartel de los Sapos: el origen (2021) — Francisco
- Última hora (2021)
- Arelys Henao: canto para no llorar (2022) — Don Argemiro
- Quiero que me mantengan (2024)
- Asalto al mayor (2024)

## Premios y nominaciones

### Premios TVyNovelas
| Año  | Categoría                        | Telenovela o Serie | Resultado |
| ---- | -------------------------------- | ------------------ | --------- |
| 2011 | Mejor Actor Protagónico de Serie | Clase ejecutiva    | Nominado  |

### Premios Talento Caracol
| Año  | Categoría           | Telenovela o Serie | Resultado |
| ---- | ------------------- | ------------------ | --------- |
| 2015 | Mejor Actor Villano | La suegra          | Nominado  |